# Chikuzen (provincie)

Kaart met de voormalige Japanse provincies (1868) met Chikuzen in het rood

Chikuzen (Japans: 筑前国, Chikuzen no kuni) is een voormalige provincie van Japan, gelegen in de huidige prefectuur Fukuoka. Chikuzen lag naast de provincies Buzen, Bungo, Chikugo en Hizen.
De oude hoofdstad zou nabij het huidige Dazaifu gelegen hebben.
Aan het eind van de 13e eeuw landen de Mongolen te Chikuzen. De hoofdmacht van de Mongoolse invasietroepen werd echter vernietigd door een tyfoon. Later zou men naar deze tyfoons verwijzen als kamikaze, goddelijke wind.
Aki · Awa (Kanto) · Awa (Shikoku) · Awaji · Bingo · Bitchu · Bizen · Bungo · Buzen · Chikugo · Chikuzen · Chishima · Dewa · Echigo · Echizen · Etchu · Fusa · Harima · Hi · Hida · Hidaka · Higo · Hitachi · Hizen · Hoki · Hyuga · Iburi · Iga · Iki · Inaba · Ise · Ishikari · Iwaki (718) · Iwaki (1868) · Iwami · Iwase · Iwashiro · Iyo · Izu · Izumi · Izumo · Kaga · Kai · Kawachi · Kazusa · Keno · Kibi · Kii · Kitami · Koshi · Kozuke · Kushiro · Mikawa · Mimasaka · Mino · Musashi · Mutsu · Nagato · Nemuro · Noto · Oki · Omi · Oshima · Osumi · Owari · Rikuchu · Rikuzen · Riukiu · Sado · Sagami · Sanuki · Satsuma · Settsu · Shima · Shimōsa · Shimotsuke · Shinano · Shiribeshi · Suo · Suruga · Suwa · Tajima · Tamba · Tane · Tango · Teshio · Tokachi · Tosa · Totomi · Toyo · Tsukushi · Tsushima · Ugo · Uzen · Wakasa · Yamashiro · Yamato · Yoshino